# Unione buddista europea
La Unione Buddhista Europea, in inglese European Buddhist Union (EBU), è l'organizzazione che raccoglie le comunità buddhiste e le unioni nazionali buddhiste in Europa. La EBU è aperta a tutte le scuole e tradizioni del buddhismo in Europa, volendo unire sulla base degli insegnamenti buddhisti e lavorare insieme in amicizia spirituale e rispetto per la diversità. In accordo con la Dichiarazione della Missione e Visione dell'EBU gli obbiettivi sono quelli di facilitare lo scambio internazionale e promuovere l'amicizia spirituale tra i buddhisti europei, supportare l'azione sociale e le idee motivate dai valori buddhisti e amplificare la voce del buddhismo in Europa e nel mondo.

## Storia della EBU
La EBU fu fondata a Londra nel 1975, su iniziativa del giudice e storico Paul Arnold. Il primo Incontro generale annuale (AGM - Annual General Meeting) fu tenuto nello stesso anno a Parigi. Verso la fine della Guerra fredda i meeting furono tenuti da entrambe le parti della Cortina di Ferro. Attualmente ci sono almeno 50 organizzazioni membri da 16 paesi europei. Negli anni, la EBU è stata coinvolta in varie organizzazioni europee ed internazionali.

## Rappresentanza dei Buddhisti Europei
Nel 2010, c'erano circa 1.8 milioni di buddhisti in Europa, orientale ed occidentale. La sola regione nel continente europeo dove il buddhismo è la religione maggioritaria è la Calmucchia, una repubblica autonoma situata nella parte europea della Federazione Russa.
La maggior parte delle Unioni nazionali buddhiste sono membri dell'EBU. Comunque, afferma Martin Baumann,
Oggi le autorità politiche della maggior parte dei paesi europei sono giunte a qualche forma di riconoscimento ufficiale del buddhismo.

### Partecipazione alle organizzazioni internazionali
Nel 2008 la EBU ha ottenuto lo status di partecipante ufficiale con il Consiglio d'Europa a Strasburgo e partecipa alla Conferenza Europea delle Organizzazioni Internazionali Non-Governative. Nel giugno 2014, Michel Aguilar (rappresentante della EBU al Consiglio d'Europa) è stato eletto a capo del Comitato per i Diritti Umani per un mandato di tre anni. Il Comitato per i Diritti Umani raggruppa circa 160 ONGs. I temi attualmente in agenda includono: la protezione dei difensori dei diritti umani, media e diritti umani, religione e diritti umani, infanzia e diritti umani, la Carta Sociale, diritti economici e sociali.
La EBU è stata con continuità un partner nel dialogo tra la Unione europea e gli organismi europei sui temi della religione e della fede. La EBU è membro fondatore del European Network of Religion and Belief, una rete di organizzazioni europee confessionali e non-confessionali che vuole combattere la discriminazione e promuovere la mutua comprensione nel campo della religione e della fede, lavorando all'interno della cornice della Carta Europea dei Diritti Fondamentali.
La EBU è anche un membro della World Fellowship of Buddhists (2000) e della International Buddhist Confederation (2014).